# Grand Prix Francie 1984
Grand Prix Francie 1984 (oficiálně 70e Grand Prix de France) se jela na okruhu Dijon-Prenois v Dijon ve Francii dne 20. května 1984. Závod byl pátým v pořadí v sezóně 1984 šampionátu Formule 1.

## Kvalifikace
| Poř. | No. | Jezdec             | Konstruktér       | Čas      | Ztráta  |
| ---- | --- | ------------------ | ----------------- | -------- | ------- |
| 1    | 15  | Patrick Tambay     | Renault           | 1:02.200 | —       |
| 2    | 11  | Elio de Angelis    | Lotus-Renault     | 1:02.336 | +0.136  |
| 3    | 1   | Nelson Piquet      | Brabham-BMW       | 1:02.806 | +0.606  |
| 4    | 6   | Keke Rosberg       | Williams-Honda    | 1:02.908 | +0.708  |
| 5    | 7   | Alain Prost        | McLaren-TAG       | 1:02.982 | +0.782  |
| 6    | 12  | Nigel Mansell      | Lotus-Renault     | 1:03.200 | +1.000  |
| 7    | 16  | Derek Warwick      | Renault           | 1:03.540 | +1.340  |
| 8    | 14  | Manfred Winkelhock | ATS-BMW           | 1:03.865 | +1.665  |
| 9    | 8   | Niki Lauda         | McLaren-TAG       | 1:04.419 | +2.219  |
| 10   | 27  | Michele Alboreto   | Ferrari           | 1:04.459 | +2.259  |
| 11   | 28  | René Arnoux        | Ferrari           | 1:04.917 | +2.517  |
| 12   | 5   | Jacques Laffite    | Williams-Honda    | 1:05.410 | +3.210  |
| 13   | 19  | Ayrton Senna       | Toleman-Hart      | 1:05.744 | +3.544  |
| 14   | 18  | Thierry Boutsen    | Arrows-BMW        | 1:05.972 | +3.772  |
| 15   | 22  | Riccardo Patrese   | Alfa Romeo        | 1:06.172 | +3.972  |
| 16   | 23  | Eddie Cheever      | Alfa Romeo        | 1:06.281 | +4.081  |
| 17   | 2   | Teo Fabi           | Brabham-BMW       | 1:06.370 | +4.170  |
| 18   | 20  | Johnny Cecotto     | Toleman-Hart      | 1:08.109 | +5.989  |
| 19   | 17  | Marc Surer         | Arrows-Ford       | 1:08.457 | +6.257  |
| 20   | 4   | Stefan Bellof      | Tyrrell-Ford      | 1:08.608 | +6.408  |
| 21   | 10  | Jonathan Palmer    | RAM-Hart          | 1:09.047 | +6.847  |
| 22   | 9   | Philippe Alliot    | RAM-Hart          | 1:09.447 | +7.247  |
| 23   | 3   | Martin Brundle     | Tyrrell-Ford      | 1:09.554 | +7.354  |
| 24   | 21  | Mauro Baldi        | Spirit-Hart       | 1:09.629 | +7.429  |
| 25   | 24  | Piercarlo Ghinzani | Osella-Alfa Romeo | 1:11.625 | +10.431 |
| 26   | 26  | Andrea de Cesaris  | Ligier-Renault    | 1:22.388 | +20.188 |
| —    | 25  | François Hesnault  | Ligier-Renault    | —        | —       |

## Závod
| Poř.   | No. | Jezdec             | Konstruktér       | Počet kol | Čas/Odstoupení  | Pořadí na startu | Body |
| ------ | --- | ------------------ | ----------------- | --------- | --------------- | ---------------- | ---- |
| 1      | 8   | Niki Lauda         | McLaren-TAG       | 79        | 1:31:11.951     | 9                | 9    |
| 2      | 15  | Patrick Tambay     | Renault           | 79        | + 7.154         | 1                | 6    |
| 3      | 12  | Nigel Mansell      | Lotus-Renault     | 79        | + 23.969        | 6                | 4    |
| 4      | 28  | René Arnoux        | Ferrari           | 79        | + 43.706        | 11               | 3    |
| 5      | 11  | Elio de Angelis    | Lotus-Renault     | 79        | + 1:06.125      | 2                | 2    |
| 6      | 6   | Keke Rosberg       | Williams-Honda    | 78        | + 1 kolo        | 4                | 1    |
| 7      | 7   | Alain Prost        | McLaren-TAG       | 78        | + 1 kolo        | 5                |      |
| 8      | 5   | Jacques Laffite    | Williams-Honda    | 78        | + 1 kolo        | 12               |      |
| 9      | 2   | Teo Fabi           | Brabham-BMW       | 78        | + 1 kolo        | 17               |      |
| 10     | 26  | Andrea de Cesaris  | Ligier-Renault    | 77        | + 2 kola        | 26               |      |
| 11     | 18  | Thierry Boutsen    | Arrows-BMW        | 77        | + 2 kola        | 14               |      |
| 12     | 24  | Piercarlo Ghinzani | Osella-Alfa Romeo | 74        | + 5 kol         | 25               |      |
| 13     | 10  | Jonathan Palmer    | RAM-Hart          | 72        | + 7 kol         | 21               |      |
| DSQ    | 3   | Martin Brundle     | Tyrrell-Ford      | 76        | Diskvalifikován | 23               |      |
| Ret    | 21  | Mauro Baldi        | Spirit-Hart       | 61        | Motor           | 24               |      |
| Ret    | 16  | Derek Warwick      | Renault           | 53        | Nehoda          | 7                |      |
| Ret    | 17  | Marc Surer         | Arrows-Ford       | 51        | Nehoda          | 19               |      |
| Ret    | 23  | Eddie Cheever      | Alfa Romeo        | 51        | Motor           | 16               |      |
| Ret    | 19  | Ayrton Senna       | Toleman-Hart      | 35        | Turbo           | 13               |      |
| Ret    | 27  | Michele Alboreto   | Ferrari           | 33        | Motor           | 10               |      |
| Ret    | 20  | Johnny Cecotto     | Toleman-Hart      | 22        | Turbo           | 18               |      |
| Ret    | 22  | Riccardo Patrese   | Alfa Romeo        | 15        | Motor           | 15               |      |
| Ret    | 1   | Nelson Piquet      | Brabham-BMW       | 11        | Turbo           | 3                |      |
| DSQ    | 4   | Stefan Bellof      | Tyrrell-Ford      | 11        | Diskvalifikován | 20               |      |
| Ret    | 14  | Manfred Winkelhock | ATS-BMW           | 5         | Spojka          | 8                |      |
| Ret    | 9   | Philippe Alliot    | RAM-Hart          | 4         | Elektronika     | 22               |      |
| Zdroj: |     |                    |                   |           |                 |                  |      |

## Průběžné pořadí po závodě
Pohár jezdců
| Pořadí | Jezdec          | Body |
| ------ | --------------- | ---- |
| 1      | Alain Prost     | 24   |
| 2      | Niki Lauda      | 18   |
| 3      | Derek Warwick   | 13   |
| 4      | René Arnoux     | 13   |
| 5      | Elio de Angelis | 12   |
| Zdroj: |                 |      |

Pohár konstruktérů
| Pořadí | Konstruktér    | Body |
| ------ | -------------- | ---- |
| 1      | McLaren-TAG    | 42   |
| 2      | Ferrari        | 22   |
| 3      | Renault        | 20   |
| 4      | Lotus-Renault  | 16   |
| 5      | Williams-Honda | 10   |
| Zdroj: |                |      |